# خانواده مشهور
خانواده مشهور (انگلیسی: The Reputable Family؛ کره‌ای: 명가) یک مجموعه تلویزیونی کره جنوبی سال ۲۰۱۰ با بازی چا این پیو، هان گو اون، کیم سونگ مین و لی هی دو است. این مجموعه از ۱ ژانویه تا ۲۱ فوریه ۲۰۱۰، روزهای شنبه و یکشنبه ساعت ۲۱:۴۰ (کی‌اس‌تی) از کی‌بی‌اس۱ برای ۱۶ قسمت پخش شد.

## بازیگران
- چا این پیو در نقش چوی گوک سون
  - یو جین گو در نقش جوانی گوک سون
- هان گو اون در نقش هان دان یی
  - مون گا یونگ در نقش جوانی دان یی
- کیم سونگ مین در نقش کیم وون ایل
  - نو یونگ-هاک در نقش جوانی وون ایل
- لی هی دو در نقش کیم جا چون (پدر وون ایل)
- جونگ دونگ هوان در نقش جانگ گیل تک
- کیم میونگ سو در نقش کیم سو مان
- کیم یونگ چول در نقش چوی جین لیپ
- چوی ایل هوا در نقش چوی دونگ ریانگ (پدر گوک سون)